# Castillo de Tébar
Das Castillo de Tébar ist eine Burgruine auf dem Gebiet der spanischen Hafenstadt Águilas etwa 12 Kilometer vom Stadtkern entfernt. Sie liegt einer Höhe von 491 Metern über dem Meeresspiegel auf der höchsten Stelle einer Bergkette in den Ausläufern der Sierra de Almenara. Der Ort bot gute Voraussetzungen für eine menschliche Besiedlung, denn in unmittelbarer Umgebung entsprangen einige Quellen und sorgten dafür, dass das angrenzende Tal fruchtbar war. Außerdem enthielt das Gestein der Umgebung verschiedene Metalle, die abgebaut werden konnten. So stammt der Name „Tébar“ vom Arabischen „TiBr“ und meint so viel wie goldhaltiger Boden.
Die Burg stammt aus dem 12. Jahrhundert. Es sind Einflüsse hochmittelalterlicher, islamischer Baukunst festzustellen.
Von der ursprünglichen Befestigung ist heute die Ruine eines aus Kalkmörtel und Stein gebaute Turms vorhanden. Einst hatte dieser eine Höhe von 15 Metern, die heute noch vorhandenen Reste sind hingegen nur noch sieben Meter hoch. Der Turm besitzt Schießscharten für Musketen, die gut zu erkennen sind, ebenso wie einige Aussparungen in den Mauern, die im 16. und 17. Jahrhundert zur Verteidigung durch Artillerie genutzt wurden. Östlich des Turms befinden sich Reste eines rechteckigen Gebäudes, das ebenfalls aus Kalkmörtel und Stein errichtet wurde. Reste eines zweiten Turms sind dort ebenfalls zu erkennen. Das Gelände wird durch eine 950 Meter lange und einen halben Meter breite Ringmauer eingefriedet.
Eine der Hauptfunktionen der Burg war, bei Piratenangriffen Mitteilung an die Garnison in Lorca zu geben. Durch ihre exponierte Lage war sie dazu gut geeignet. Die Ruine ist nicht touristisch erschlossen, und es existiert derzeit kein Zuweg.